# Tabaszaranok
A tabaszaranok (oroszul Табасараны) egy kaukázusi népcsoport, mely főleg Oroszországban, Dagesztánban él. Az avarok, a darginok, a kumikok és a lezgek, a lakok és az azeriek után ők a hetedik legnépesebb népcsoport Dagesztán területén. A tabaszaran nyelv az agulhoz áll a legközelebb, s mindkettő a lezg egyik ágának számított az 1920-as évekig.

## Történelem és lakóhely
A tabaszaranok főleg Dagesztánban, ezen belül Derbent és Mahacskala városában, a Tabaszaran járás, a Hivi járás és a Derbenti járás területén élnek. Kisebb számban megtalálhatók a Sztavropoli határterületen, Rosztovi területen, Csecsenföldön, a Krasznodari határterületen és a Szaratovi területen is.

## Népesség
A különböző összeírásokkor a tabaszaranok száma a következőképpen alakult Oroszországban:
- 1926-ban: 31 983 fő
- 1939-ben: 33 471 fő
- 1959-ben: 34 288 fő
- 1970-ben: 54 047 fő
- 1979-ben: 73 433 fő
- 1989-ben: 93 587 fő
- 2002-ben: 131 785 fő
- 2010-ben: 146 360 fő